# Liste von zum UNESCO-Welterbe zählenden Kirchengebäuden (Asien)
Die Liste von zum UNESCO-Welterbe zählenden Kirchengebäuden (Asien) ist eine Auslagerung der Liste von zum UNESCO-Welterbe zählenden Kirchengebäuden und enthält ausschließlich zum UNESCO-Welterbe ernannte Kirchengebäude in Asien. Solche Kirchengebäude, die innerhalb eines Ensembles (z. B. einem Kloster oder der „Altstadt“ bzw. dem Kern eines kommunalen Gemeinwesens) zum UNESCO-Welterbe mit ernannt wurden, werden insofern berücksichtigt, als nur auf exemplarische Einzelbeispiele und ggf. hierzu bereits extra angelegte Listen verwiesen wird.
Die Sortierung der Tabellen erfolgt politisch-geografisch zuerst nach dem Alphabet der Ländernamen – wobei bei den Ländern in der Regel die Reihenfolge der politischen Zuordnung gewählt wird (z. B. Zypern wird Europa zugeordnet, wiewohl es geografisch zu Asien gehört)  –, dann nach den Orten. Die hierfür zu Europa zählenden Länder sind vollständig gelistet, auch jene, bei denen derzeit (Stand: 2022) laut jeweiliger Welterbe-Landesliste keine Kirche aufgeführt ist.
Die Reihung der Einträge innerhalb der Tabellen folgt derzeit zuerst nach dem Alphabet für die Spalte Ort, dann für die Spalte Name oder nach Chronologie der Aufnahme in die Liste siehe Spalte U-W (wird demnächst noch vereinheitlicht).

## Nordasien

### Mongolei
- Derzeit (Stand: 2022) laut Welterbe in der Mongolei keine Kirche aufgeführt.

## Zentralasien

### Afghanistan
- Derzeit (Stand: 2022) laut Welterbe in Afghanistan keine Kirche aufgeführt.

### Kasachstan
- Derzeit (Stand: 2022) laut Welterbe in Kasachstan keine Kirche aufgeführt.

### Kirgisistan
- Derzeit (Stand: 2022) laut Welterbe in Kirgisistan keine Kirche aufgeführt.

### Tadschikistan
- Derzeit (Stand: 2022) laut Welterbe in Tadschikistan keine Kirche aufgeführt.

### Turkmenistan
- Derzeit (Stand: 2022) laut Welterbe in Turkmenistan keine Kirche aufgeführt.

### Usbekistan
- Derzeit (Stand: 2022) laut Welterbe in Usbekistan keine Kirche aufgeführt.

## Vorderasien

### Armenien
| Name                                    | Bild | Ort             | Baujahr         | U-W  | Bemerkung |
| --------------------------------------- | ---- | --------------- | --------------- | ---- | --- |
| Klöster Haghpat und Sanahin             |      | Alawerdi        | 10. Jahrhundert | 1996 | Klosterkomplex                                                                                                 |
| Geghard-Kloster                         |      | Oberes Azat-Tal | 4. Jahrhundert  | 2000 | Von den Arabern im 9. Jahrhundert zerstört, 1215 wieder errichtet                                              |
| Kathedrale und Kirchen von Etschmiadsin |      | Etschmiadsin    | ab 303          | 2000 | darunter sehr bekannt: Kathedrale, St. Gajane, St. Hripsime sowie Schoghakat und die „Kirche der Muttergottes“ |
| Kathedrale von Swartnoz                 |      | bei Jerewan     | 7. Jahrhundert  | 2000 | Ruine einer ehemaligen Palastkirche                                                                            |

### Aserbaidschan
- Derzeit (Stand: 2022) laut Welterbe in Aserbaidschan keine Kirche aufgeführt.

### Bahrain
- Derzeit (Stand: 2022) laut Welterbe in Bahrain keine Kirche aufgeführt.

### Irak
- Derzeit (Stand: 2022) laut Welterbe im Irak keine Kirche aufgeführt.

### Iran
| Name                              | Bild | Ort            | Baujahr         | U-W  | Bemerkung |
| --------------------------------- | ---- | -------------- | --------------- | ---- | --- |
| Kirche der Heiligen Mutter Gottes |      | bei Daraschamb | 17. Jahrhundert | 2008 | |
| Kapelle von Dsordsor              |      | Dsordsor       |                 | 2008 | |
| Kloster Sankt Thaddäus            |      | Etschmiadsin   | 66              | 2008 | Nach Überzeugung der armenischen Christen wurden das Kloster und die Kirche im Jahre 66 von Judas Thaddäus als erste Kirche der Welt gegründet. |
| Kloster Sankt Stephanos           |      | bei Dscholfa   | 9. Jahrhundert  | 2008 | |

### Israel
| Name                            | Bild | Ort   | Baujahr | U-W  | Bemerkung |
| ------------------------------- | ---- | ----- | ------- | ---- | --- |
| Franziskanerkirche St. Johannis |      | Akkon | 1739    | 2001 | Die Franziskanerkirche St. Johannis Baptistae in Akkon, einem Nordbezirk Israels, ist eine Franziskanerkirche aus dem 18. Jahrhundert auf baulichen Strukturen einer älteren, 1291 zerstörten Kreuzfahrerkirche. Mit ihrer prominenten Lage ist die Johanniskirche von der Bucht von Haifa aus gut zu sehen und wohl die bekannteste Kirche der Stadt. 2001 erklärte die UNESCO die Johanniskirche als Teil der Altstadt Akkos mit dieser zum Weltkulturerbe. |

### Jemen
- Derzeit (Stand: 2022) laut Welterbe im Jemen keine Kirche aufgeführt.

### Jordanien
| Name                                                                                           | Bild | Ort         | Baujahr                | U-W  | Bemerkung                                                         |
| ---------------------------------------------------------------------------------------------- | ---- | ----------- | ---------------------- | ---- | ----------------------------------------------------------------- |
| Byzantinische Kirchenbauten innerhalb der Archäologischen Stätte Umm er-Rasas (Kastron Mefa'a) |      | Nahe Madaba | bis zum 9. Jahrhundert | 2004 | Darunter u. a. die Überreste der Stephanuskirche (Kastron Mefaa). |

### Katar
- Derzeit (Stand: 2022) laut Welterbe in Katar keine Kirche aufgeführt.

### Kuwait
- Derzeit (Stand: 2022) laut Welterbe in Kuwait keine Kirche aufgeführt.

### Libanon
- Derzeit (Stand: 2022) laut Welterbe im Libanon keine Kirche aufgeführt.

### Oman
- Derzeit (Stand: 2022) laut Welterbe in Oman keine Kirche aufgeführt.

### Palästinensische Autonomiegebiete
| Name          | Bild | Ort       | Baujahr | U-W  | Bemerkung |
| ------------- | ---- | --------- | ------- | ---- | --------- |
| Geburtskirche |      | Bethlehem | vor 335 | 2001 |           |

### Saudi-Arabien
- Derzeit (Stand: 2022) laut Welterbe in Saudi-Arabien keine Kirche aufgeführt.

### Syrien
| Name                                            | Bild | Ort        | Baujahr            | U-W  | Bemerkung |
| ----------------------------------------------- | ---- | ---------- | ------------------ | ---- | --- |
| Kirchen der Altstadt von Aleppo                 |      | Aleppo     | ab 15. Jahrhundert | 1986 | Als Teil der Altstadt von Aleppo gehören auch zahlreiche Kirchen seit 1986 zum UNESCO-Welterbe, allerdings stehen sämtliche Gebäude kriegsbedingt auf der Roten Liste.              |
| Kirchen der Toten Städte bzw. 40 antiken Dörfer |      | Nordsyrien | ab 5. Jahrhundert  | 2011 | Als Teil der Toten Städte gehören auch zahlreiche Kirchenruinen seit 2011 zum UNESCO-Welterbe, allerdings stehen sämtliche Gebäude dieser Dörfer kriegsbedingt auf der Roten Liste. |

### Türkei
| Name                        | Bild | Ort         | Baujahr                | U-W  | Bemerkung                                                                             |
| --------------------------- | ---- | ----------- | ---------------------- | ---- | ------------------------------------------------------------------------------------- |
| Hagia Sophia                |      | Istanbul    | 532–537                | 1985 | historische Stätte in Istanbul                                                        |
| Felskirchen von Kappadokien |      | Kappadokien | 4. bis 11. Jahrhundert | 1985 | während der frühchristlichen Besiedlung in das Tuffgestein der Landschaft eingegraben |
| Rote Halle                  |      | Pergamon    | 2. Jahrhundert         | 2014 | gebaut als Tempel der ägyptischen Götter, im 5. Jahrhundert zur Basilika umgebaut     |

### Vereinigte Arabische Emirate
- Derzeit (Stand: 2022) laut Welterbe in den Vereinigten Arabischen Emiraten keine Kirche aufgeführt.

## Südasien

### Bangladesch
- Derzeit (Stand: 2022) laut Welterbe in Bangladesch keine Kirche aufgeführt.

### Bhutan
- Derzeit (Stand: 2022) laut Welterbe in Bhutan keine Kirche aufgeführt.

### Indien
| Name                        | Bild | Ort       | Baujahr | U-W  | Bemerkung |
| --------------------------- | ---- | --------- | ------- | ---- | --------- |
| Kirchen und Klöster von Goa |      | Velha Goa | 1511    | 1986 |           |

### Malediven
- Derzeit (Stand: 2022) laut Welterbe auf den Malediven keine Kirche aufgeführt.

### Nepal
- Derzeit (Stand: 2022) laut Welterbe in Nepal keine Kirche aufgeführt.

### Pakistan
- Derzeit (Stand: 2022) laut Welterbe in Pakistan keine Kirche aufgeführt.

### Sri Lanka
| Name                              | Bild | Ort   | Baujahr            | U-W  | Bemerkung                                                                                   |
| --------------------------------- | ---- | ----- | ------------------ | ---- | ------------------------------------------------------------------------------------------- |
| Kirchen in der Altstadt von Galle |      | Galle | ab 17. Jahrhundert | 1988 | Als Teil der Altstadt von Galle gehören auch mehrere Kirchen seit 1988 zum UNESCO-Welterbe. |

## Ostasien

### Volksrepublik China
- Derzeit (Stand: 2022) laut Welterbe in China keine Kirche aufgeführt.

### Republik China (Taiwan)
- Derzeit (Stand: 2022) laut Welterbe in Taiwan keine Kirche aufgeführt.

### Japan
| Name                                                                    | Bild | Ort                              | Baujahr            | U-W  | Bemerkung |
| ----------------------------------------------------------------------- | ---- | -------------------------------- | ------------------ | ---- | --- |
| Kirche als Teil Verborgener christlicher Stätten in der Region Nagasaki |      | Präfekturen Nagasaki u. Kumamoto | ab 17. Jahrhundert | 2018 | Es handelt sich um zehn Dörfer oder Inseln, eine Burgruine und der Kathedrale Basilika der sechsundzwanzig heiligen Märtyrer Japans, gelegen in den Präfekturen Nagasaki und Kumamoto im Nordwesten des japanischen Archipels, die seit 2018 zum UNESCO-Welterbe gehören. |

### Nordkorea
- Derzeit (Stand: 2022) laut Welterbe in Nordkorea keine Kirche aufgeführt.

### Südkorea
- Derzeit (Stand: 2022) laut Welterbe in Südkorea keine Kirche aufgeführt.

### Russland (asiatischer Landesteil)
- Derzeit (Stand: 2022) laut Welterbe in Russland keine Kirche aufgeführt.

## Südostasien

### Brunei
- Derzeit (Stand: 2022) laut Welterbe in Brunei keine Kirche aufgeführt.

### Indonesien
- Derzeit (Stand: 2022) laut Welterbe in Indonesien keine Kirche aufgeführt.

### Kambodscha
- Derzeit (Stand: 2022) laut Welterbe in Kambodscha keine Kirche aufgeführt.

### Laos
- Derzeit (Stand: 2022) laut Welterbe in Laos keine Kirche aufgeführt.

### Malaysia
| Name                                                  | Bild | Ort                     | Baujahr                       | U-W  | Bemerkung |
| ----------------------------------------------------- | ---- | ----------------------- | ----------------------------- | ---- | --------- |
| Kirchen in den Altstädten von Malakka und George Town |      | Malakka und George Town | Ab Mitte des 18. Jahrhunderts | 2008 |           |

### Myanmar
- Derzeit (Stand: 2022) laut Welterbe in Myanmar keine Kirche aufgeführt.

### Osttimor
- Derzeit (Stand: 2022) laut Welterbe in Osttimor keine Kirche aufgeführt.

### Philippinen
| Name                                    | Bild | Ort                                | Baujahr                   | U-W  | Bemerkung |
| --------------------------------------- | ---- | ---------------------------------- | ------------------------- | ---- | --- |
| Barock-Kirchen auf den Philippinen      |      | Manila, Santa Maria, Miagao, Paoay | Ende des 16. Jahrhunderts | 1993 | Fünf weitere Barockkirchen wurden 2006 in die Vorschlagsliste der Philippinen zur Aufnahme in die Welterbeliste aufgenommen (Church of the Immaculate Conception of San Agustín, Manila), 1693 bis 1710 (Church of San Agustín, Paoay), 1765 (Church of Nuestra Señora de la Asuncion, Santa Maria), 1787 bis 1797 (Church of Santo Tomas de Villanueva, Miagao) |
| Kirchen in der historischen Stadt Vigan |      | Vigan                              | ab 1574                   | 1999 | Als Teil der historischen Stadt Vigan gehört u. a. auch die dreischiffige Kathedrale seit 1999 zum UNESCO-Welterbe. |

### Singapur
- Derzeit (Stand: 2022) laut Welterbe in Singapur keine Kirche aufgeführt.

### Thailand
| Name                                    | Bild | Ort       | Baujahr            | U-W  | Bemerkung |
| --------------------------------------- | ---- | --------- | ------------------ | ---- | --- |
| Eine Kirche im Geschichtspark Ayutthaya |      | Ayutthaya | Ab 18. Jahrhundert | 1991 | Die St.-Josephs-Kirche (Ayutthaya) wurde vor mehr als 300 Jahren errichtet und bildet seither eine Gebetsstätte für die katholischen Gläubigen der Gegend. |

### Vietnam
- Derzeit (Stand: 2022) laut Welterbe in Vietnam keine Kirche aufgeführt.